# Молодой Голливуд

Премия «Сатурн»

«Молодой Голливуд» (англ. «Young Hollywood Awards»), также называют Movieline’s Young Hollywood Awards — ежегодная американская премия, церемония проходит в Лос-Анджелесе, США, с 1999 года по результатам голосования общественности. Вручается талантливым молодым звёздам кино и телевидения. Основатель премии — Р. Джей Уильямс, в прошлом известный актёр.

## Категории
- Young Hollywood Award — Награждаются молодые деятели кино и телевидения
- Role Model Award — Награждаются уже известные актёры за вдохновение молодых актёров.
- Hottest Coolest Young Veteran / Горячие крутые опытные артисты — Награждаются молодые, но уже опытные артисты
- Today’s Superstar / Суперзвезда будущего — Для артистов, подающих большие надежды
- Next Generation / Следующее поколение
- One to Watch
- Exciting New Face /Новые лица
- Standout Performance
- Breakthrough Performance / Выдающийся прорыв
- Unstoppable Vision
- Adrenaline Rush
- Rising Star / Восходящая звезда
- Dream Director Award
- New Stylemaker / Новая икона стиля
- Talent for Charity
- Something Extra Award
- Brilliant Cut / Бриллиант
- Class Act (Hottest Young Filmmaker) — Премия молодым крутым режиссёрам
- Cultural Icon / Поп-икона
- Best Director / Лучший режиссёр
- Best Soundtrack
- Best Song
- Best On-screen Chemistry / Лучшая пара на экране
- Best Bad Girl — За лучшую отрицательную женскую роль
- Best Bad Boy — За лучшую отрицательную мужскую роль
- Best Ensemble Cast / Лучший актёрский ансамбль
- Best Screenwriter / Лучший сценарист

## Номинанты и лауреаты
- 2014 О’Брайен, Дилан Прорыв года
- 2011 Стейнфилд, Хейли Прорыв года
- 2011 Хедлунд, Гаррет Актёр года
- 2010 Хемсворт, Лиам Прорыв года
- 2009 Вествик, Эд(за роль Чака Басса в телесериале Сплетница)
- 2009 Адам Ламберт Артист года
- 2008 Брейди Корбет, Забавные игры
- 2008 Ангарано, Майкл Прорыв года
- 2008 Лили Коллинз One to Watch
- 2008 Алекс Фрост, Новые лица
- 2008 Эмма Стоун, Новые лица
- 2008 Эммануэль Шрики, Выдающаяся работа
- 2008 Джонатан Такер Выдающаяся работа (за роль Томми Доннелли в сериале Братья Доннелли)
- 2008 Тейлор Свифт Будущая суперзвезда
- 2008 Дональд Сазерленд
- 2008 Кэм Жиганде, Награда «One to Watch»
- 2007 Jordan Ladd
- 2007 Никки Блонски за роль в фильме «Лак для волос» (One to Watch)
- 2007 Зак Эфрон за роль в фильме «Лак для волос»
- 2006 Бен Фостер — Лучшее исполнение мужской роли в фильме Альфа Дог
- 2006 Патрик Уилсон за исполнении роли в фильме Как малые дети / Little Children
- 2006 Бренда Сонг — Насыщенная жизнь Зака и Коди / The Suite Life of Zack & Cody, категория Звезда будущего
- 2005 Джейми Линн Спирс
- 2005 Джессика Альба Будущая суперзвезда
- 2005 Линдси Лохан Будущая суперзвезда
- 2005 Пирс Броснан Role Model Award
- 2004 Алисия Сильверстоун Горячие крутые опытные артисты
- 2004 Хилари Дафф Суперзвезда будущего
- 2003 Кейт Босуорт Категория Следующее поколение
- 2003 Никки Рид
- 2003 Элизабет Бэнкс Новые лица
- 2003 Трой Гэрети — Выдающиеся достижения
- 2003 Коул Хаузер — Выдающийся прорыв
- 2003 Мэнди Мур Unstoppable Vision
- 2003 Люси Лью Adrenaline Rush
- 2003 Уильям Ли Скотт — Rising Star
- 2003 Райан Рейнольдс
- 2003 Элисон Ломан — Будущая суперзвезда
- 2003 Клейн Кроуфорд
- 2003 Джой Брайант — Выдающийся прорыв
- 2003 Харрисон Форд — Role Model Award
- 2003 Роб Рейнер
- 2002 Бриттани Мёрфи
- 2002 Джейсон Бер
- 2002 Иэн Сомерхолдер — Новые лица
- 2002 Монет Мазур — New Stylemaker
- 2002 Тора Бёрч Talent for Charity
- 2002 Элайджа Вуд Hottest, Coolest Young Veteran
- 2002 Джейк Джилленхол Лучшее исполнение мужской роли
- 2002 Кристина Эпплгейт Something Extra Award, Brilliant Cut
- 2002 Колин Хэнкс — One to Watch
- 2002 Грегори Смит — One to Watch
- 2002 Сельма Блэр Next Generation
- 2002 Чайлер Лейт — Новые лица
- 2002 Сара Мишель Геллар Hottest, Coolest Young Veteran
- 2002 Шэннин Соссамон
- 2002 Мила Кунис One to Watch
- 2002 Эван Рэйчел Вуд
- 2002 Шейн Уэст Superstar of Tomorrow
- 2002 Роберт Лакетиц — Class Act (Hottest Young Filmmaker)
- 2002 Тони Хоук — Cultural Icon
- 2002 Кип Пардью New Stylemaker
- 2002 Мэнди Мур Будущая суперзвезда
- 2002 Кевин Спейси — Role Model Award
- 2002 Кёртис Хэнсон — Dream Director Award
- 2001 София Коппола Лучший режиссёр за фильм Девственницы-самоубийцы
- 2001 Джесси Бредфорд — Exciting New Face
- 2001 Шон Патрик Томас За «За мной последний танец»
- 2001 Джейми Кинг
- 2001 Мариса Куглан — One to Watch
- 2001 Габриэль Юнион — One to Watch
- 2001 Крис Клейн — Superstar of Tomorrow
- 2001 Тофер Грейс — За фильм Траффик
- 2001 Аронофски, Даррен Hottest Young Filmmaker
- 2001 Пол Уокер — New Stylemaker, Exciting New Face
- 2001 Кристина Риччи — Hottest, Coolest Young Veteran
- 2001 Хейден Кристенсен
- 2001 Ашер Реймонд — One to Watch
- 2001 Лесли Бибб — Exciting New Face
- 2001 Кристенсен, Эрика — Standout Performance За фильм Траффик
- 2001 Рэйчел Ли Кук Superstar of Tomorrow
- 2001 Лартер, Эли
- 2001 Деннис Хоппер Role Model Award
- 2001 Кэмерон Кроу Dream Director Award
- 2001 Кимберли Пирс — Лучший режиссёр (за фильм Парни не плачут)
- 2001 Гэри Джонс — Лучший саундтрек (фильм Американский пирог)
- 2001 Лучшая песня Это всё она (фильм) за песню Kiss Me
- 2001 Тора Бёрч, Бентли, Уэс Лучшая пара на экране
- 2001 Джоди Лин О’Киф Лучшая отрицательная героиня
- 2001 Джошуа Джексон Superstar of Tomorrow
- 2001 фильм Американский пирог Лучший актёрский ансамбль
- 2001 Томас Джонатан Джэксон (фильм На самом дне океана / The Deep End of the Ocean)
- 2001 Аманда Пит Best New Style Maker
- 2001 Сельма Блэр Exciting New Face
- 2001 Кимберли Пирс, Энди Бенин — Лучший сценарист (за фильм Парни не плачут)
- 2001 Собески, Лили Superstar of Tomorrow
- 2001 Олифант, Тимоти За лучшую отрицательную мужскую роль в фильме Экстази
- 2001 Мена Сувари — Breakthrough Performance (Красота по-американски)
- 2001 Джеймс Вудс Role Model Award
- 1999 Элиа Кмирал — Best Soundtrack (Ронин (фильм))
- 1999 Риз Уизерспун Breakthrough Performance (фильм Плезантвиль)